# We Remember You
We Remember You è un album raccolta live di Lee Morgan, pubblicato dalla Fresh Sound Records nel 1991. Il disco raccoglie, negli ultimi quattro brani, una delle ultime esibizioni live del trombettista prima della sua tragica scomparsa.

## Tracce
1. Bruh Slim – 9:53 (Jimmy Heath) – Registrato il 17 novembre 1962 al Birdland di New York
2. Bluesville – 11:46 (Sonny Red) – Registrato il 17 novembre 1962 al Birdland di New York
3. All Members – 6:01 (Jimmy Heath) – Registrato il 17 novembre 1962 al Birdland di New York[1]
4. I Remember Britt – 9:37 (Harold Mabern) – Registrato dal vivo il 28 gennaio 1972 a New York
5. Lee Morgan Introduction... – 0:21 – Registrato dal vivo il 28 gennaio 1972 a New York
6. Angela – 7:04 (Jymie Merritt) – Registrato dal vivo il 28 gennaio 1972 a New York
7. The Sidewinder – 4:17 (Lee Morgan) – Registrato dal vivo il 28 gennaio 1972 a New York[2]

## Musicisti
Brani 1, 2 e 3
- Lee Morgan - tromba
- Jimmy Haeth - sassofono tenore
- Barry Harris - pianoforte
- Spanky DeBrest - contrabbasso
- Albert Heath - batteria

Brani 4, 5, 6 e 7
- Lee Morgan - tromba, flicorno
- Billy Harper - sassofono tenore, flauto
- Harold Mabern - pianoforte
- Jymie Merritt - basso elettrico
- Freddie Waits - batteria, recorder